# Résolution 2031 du Conseil de sécurité des Nations unies
Membres permanents
- Chine
- États-Unis
- France
- Royaume-Uni
- Russie

Membres non permanents
- Afrique du Sud
- Allemagne
- Bosnie-Herzégovine
- Brésil
- Colombie
- Gabon
- Inde
- Liban
- Nigéria
- Portugal

Résolution no 2030 Résolution no 2032
La résolution 2031 du Conseil de sécurité des Nations unies a été adoptée à l'unanimité le 21 décembre 2011 après avoir rappelé la résolution 1913 (en) (2010). Le Conseil de sécurité, préoccupé par le vide sécuritaire dans de nombreuses régions de la République centrafricaine et par les informations faisant état de violations persistantes des droits de l'homme dans cette région, a prolongé le mandat du Bureau des Nations unies pour la consolidation de la paix dans ce pays (BINUCA) jusqu'au 31 janvier 2013.